# Pieve di Cadore
Pieve di Cadore is een gemeente in de Italiaanse provincie Belluno (regio Veneto) en telt 4038 inwoners (31-12-2004). De oppervlakte bedraagt 66,6 km², de bevolkingsdichtheid is 61 inwoners per km².
De volgende frazioni maken deel uit van de gemeente: Nebbiù, Pozzale, Sottocastello, Tai di cadore.

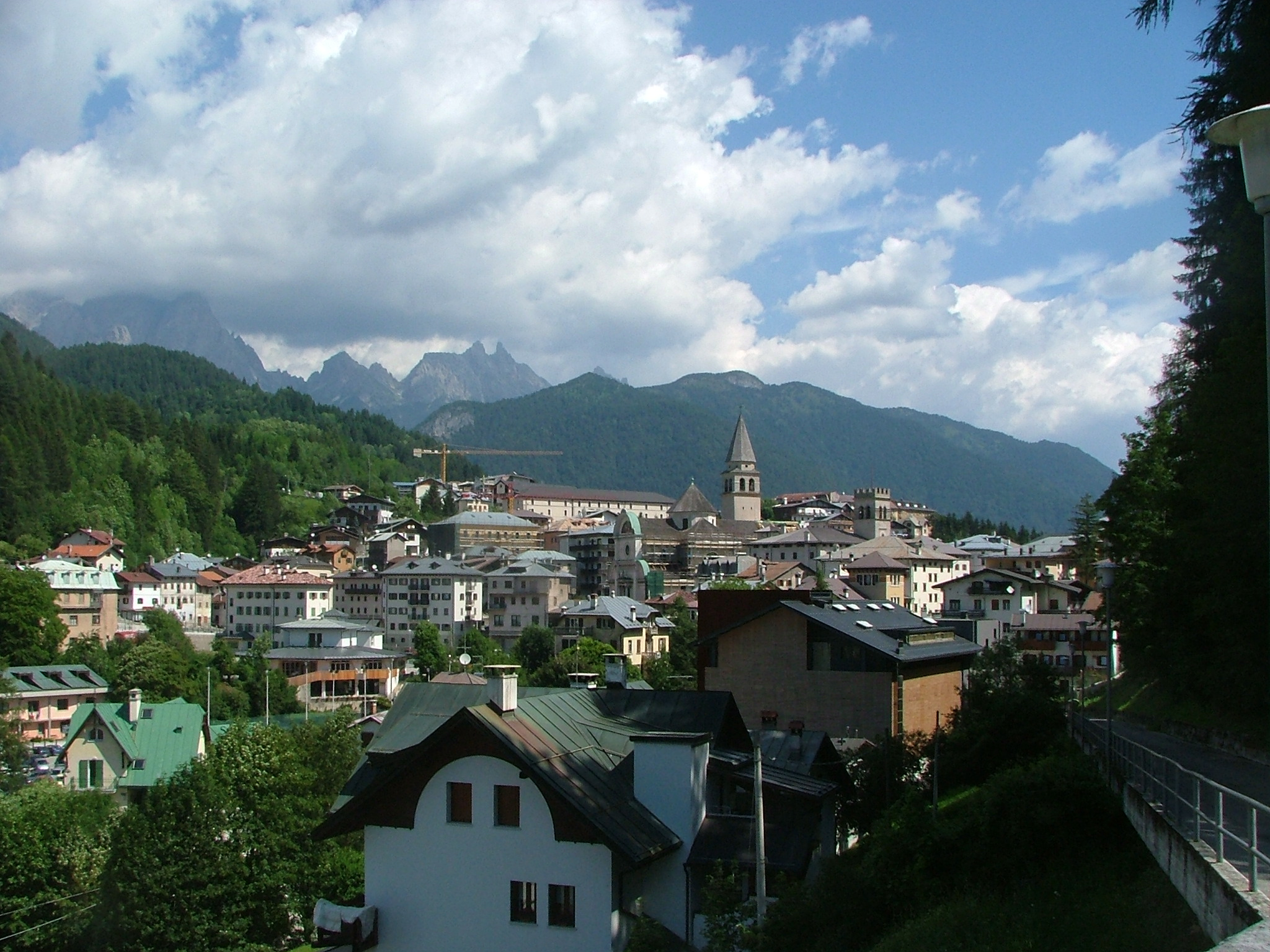
Pieve di Cadore
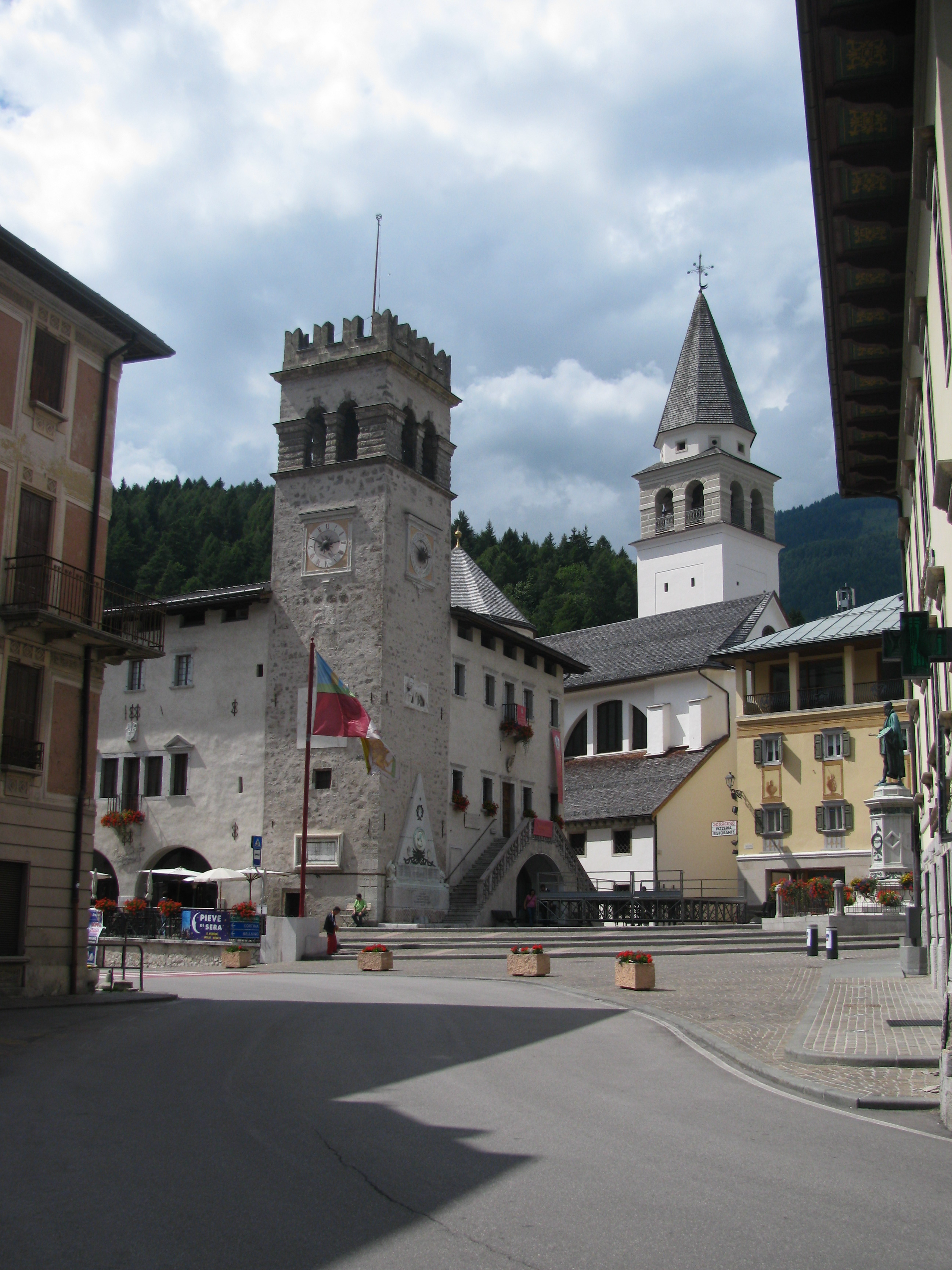
Piazza Tiziano
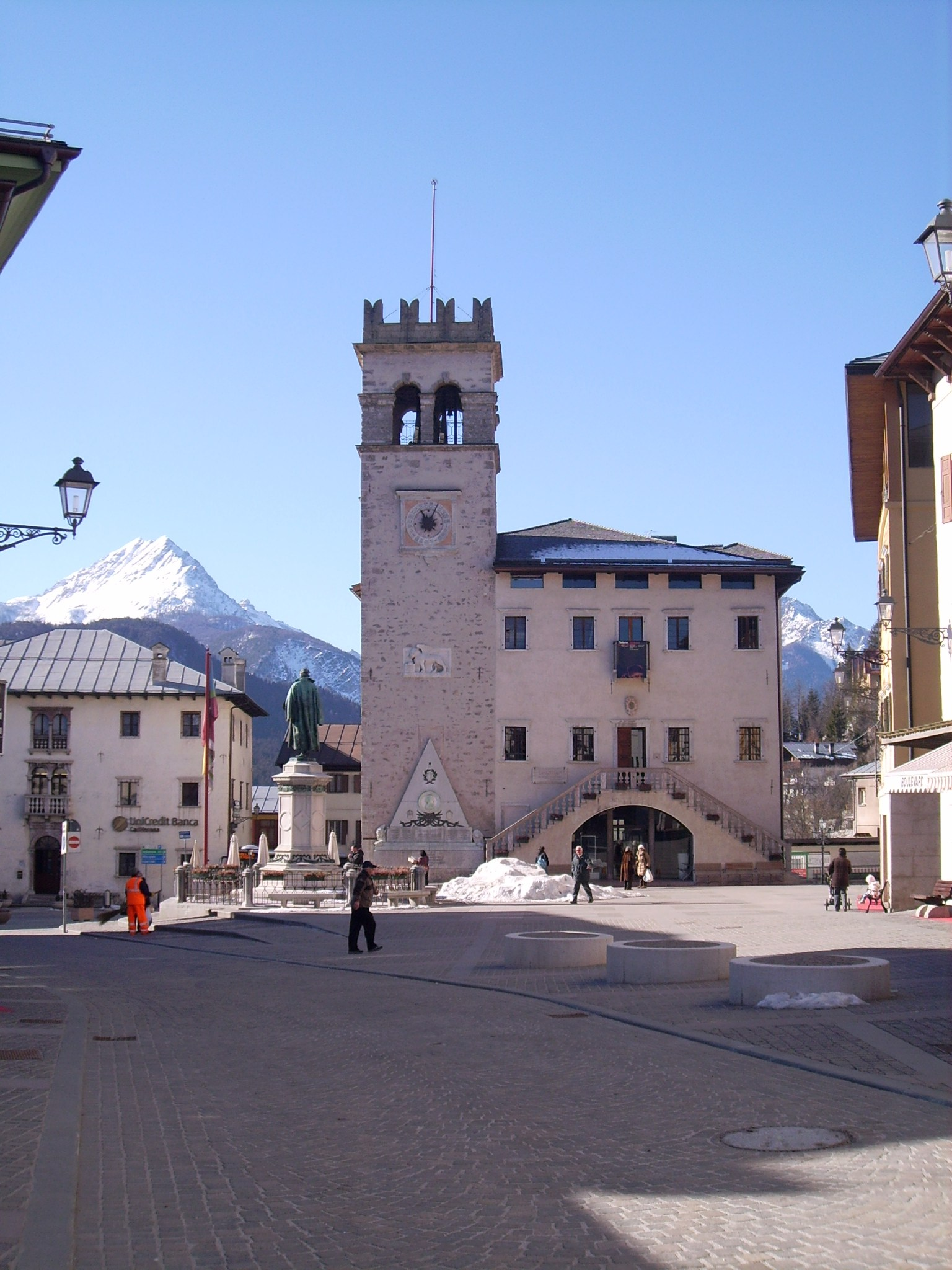
Centraal plein in Pieve di Cadore
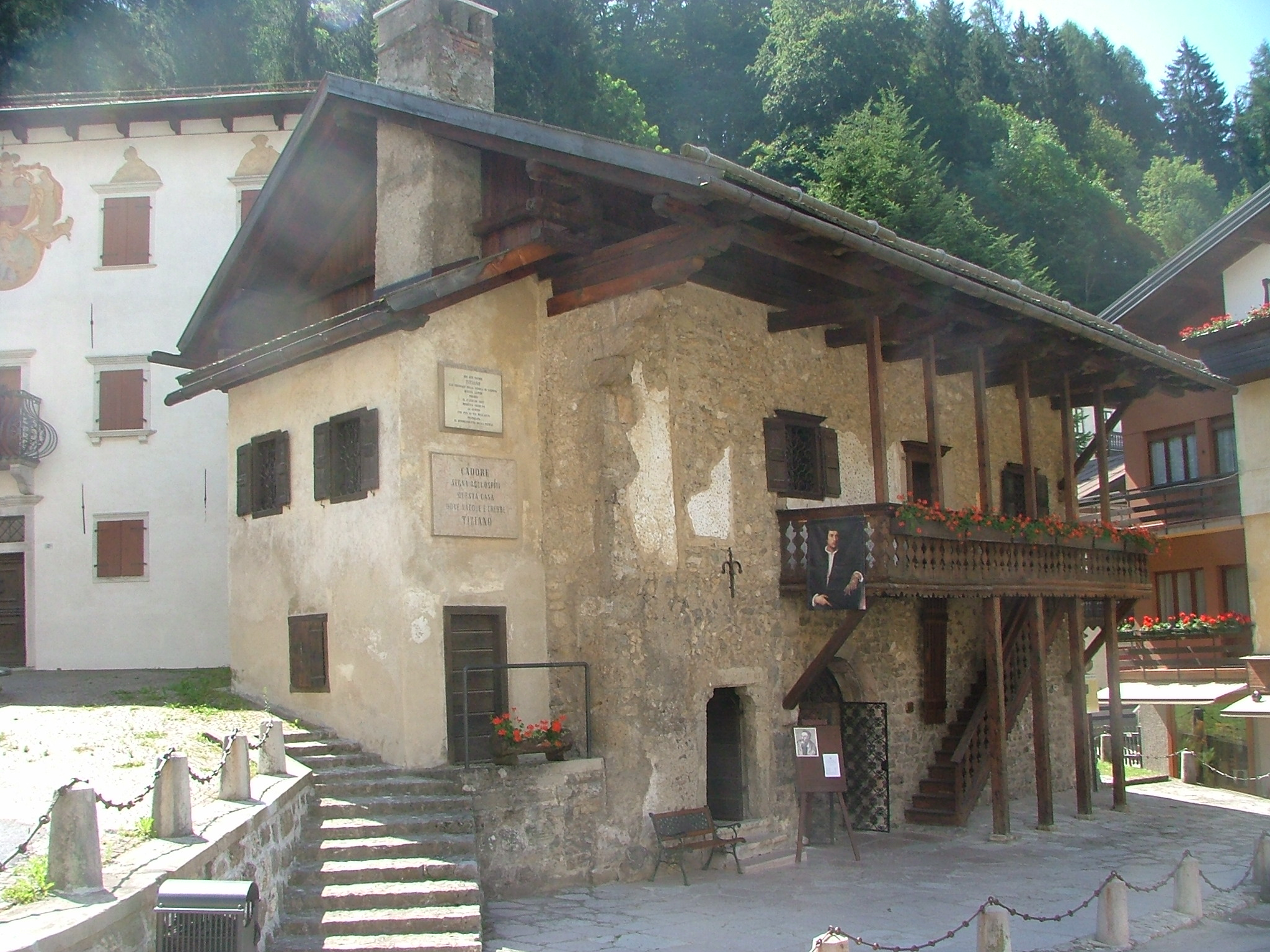
Geboortehuis van Titiaan

## Demografie
Pieve di Cadore telt ongeveer 1807 huishoudens. Het aantal inwoners daalde in de periode 1991-2001 met 4,5% volgens cijfers uit de tienjaarlijkse volkstellingen van ISTAT.
| Jaar | Inwoneraantal |
| ---- | ------------- |
| 1991 | 4040          |
| 2001 | 3858          |

## Geografie
De gemeente ligt op ongeveer 878 m boven zeeniveau.
Pieve di Cadore grenst aan de volgende gemeenten: Calalzo di Cadore, Domegge di Cadore, Perarolo di Cadore, Valle di Cadore, Vodo Cadore.

## Geboren
- Titiaan (1488/1490-1576), kunstschilder
- Mattia Gaspari (1993), skeletonracer
- Lisa Vittozzi (1995), biatlete